# Sans chichis
 (février 2017).
Si vous disposez d'ouvrages ou d'articles de référence ou si vous connaissez des sites web de qualité traitant du thème abordé ici, merci de compléter l'article en donnant les références utiles à sa vérifiabilité et en les liant à la section « Notes et références ».
Sans chichis est un magazine quotidien, anciennement diffusé sur la Deux (RTBF) et présenté par Joëlle Scoriels. Cette émission a été diffusée du 28 septembre 2009  au vendredi 6 septembre 2013, c'est-à-dire jusqu'au départ en congé de maternité de sa présentatrice. Le programme est alors remplacé par Un gars, un chef, qui s'arrêtera définitivement fin mai 2016, après 3 saisons d'existence. 
Une émission dérivée est arrivée quelques années plus tard, 69 minutes sans chichis. L'émission est également présentée par Joëlle Scoriels.

## Diffusion
L’émission était diffusée du lundi au vendredi chaque après-midi de 17 à 17 h 30 sur La Deux et rediffusée le lendemain à 13 h 25 sur la même chaîne. Les enregistrements étaient réalisés dans un bâtiment de la SNCB-Holding, aménagé en loft, à côté de la gare de Charleroi.

## Principe
Sans chichis parlait de sujets tels que famille, société, sexualité, déco, mode, bricolage, relations de couple, animaux de compagnie, cuisine, etc., abordés par de nombreux chroniqueurs. Lors de chaque émission, Gerald Watelet préparait une recette.  Il a dans la foulée de l'émission publié cinq recueils de recettes réalisées en émission : Mes recettes sans chichis (2010), Mon été sans chichis (2011), Mes recettes préférées et leur histoire (2012), À la table de Gerald Watelet (2012) et Ma cuisine express (2013).

## Chroniqueurs
- Adrien Devyver : c'est le Monsieur Web de l'émission, il présente des vidéos insolites du web et les buzz du moment. Il est également co-animateur de Sans chichis.
- Alexandra Hubin : docteur en psychologie spécialisée en sexologie
- Bruno Bériot : le coach sportif de l'émission
- Dan Gagnon : chroniqueur de la rubrique 'Trucs et astuces'
- David Jeanmotte : le Relooker de ces dames, il présente chaque vendredi le relooking d'une téléspectatrice
- Emilie Sadre : chroniqueuse de la rubrique beauté
- Eric Boschman : Monsieur œnophile, il présente la rubrique à propos du vin et donne des conseils aux téléspectateurs.
- Gerald Watelet : le cuisinier de Sans chichis, chaque jour il prépare et explique une recette différente
- Ingrid Van Langhendonck : la chroniqueuse de mode. Elle a quitté l'émission en 2012.
- Isa Masson-Loodts : Madame Nature, elle donne des conseils écologiques et économiques
- Jacques Bredael : Monsieur Archives, il présente les rubriques qui parlent des archives de la RTBF. Régulièrement il présente également les 'premières télés' de quelques personnalités. Il a quitté l'émission en 2011.
- Julien Binard : docteur en médecine vétérinaire, il est le 'véto' de Sans chichis. Il parle de la santé, de l’éducation et du bien-être des animaux de compagnie mais aussi du rôle des animaux au sein de la société.
- Julien Kaibeck : Monsieur beauté bio, il présente des recettes de beauté au naturel et donne des conseils bien-être.
- Mamine Pirotte († 7 février 2017) : Madame Expression, elle explique l'origine et l'explication de différentes expressions. Elle a quitté l'émission en 2011.
- Marie-Hélène Vanderborght : chroniqueuse de la rubrique déco et lifestyle
- Nathalie Bruart : journaliste culinaire et chroniqueuse de la rubrique cuisine
- Sophie Coopmans : chroniqueuse de la rubrique astrologie. Elle a quitté l'émission en 2011 mais revient parfois pour des prévisions thématiques ou en rapport avec le calendrier.
- Sophie Frison : chroniqueuse de la rubrique Au lit avec..., où elle présente des personnalités. Sa chronique a pris fin en 2012.
- Stéphanie Dermaux : tout comme Bruno Bériot, elle est également coach sportive de l'émission.
- Valentine Van Gestel : Madame Bon Plan : elle donne des bons plans ou bonnes adresses (restaurants, chambres d’hôtes, visites culturelles…). Depuis septembre 2012, elle axe ses conseils sur les enfants et la famille
- Valérie Kinzounza : Madame tendance, elle parle de sujets tendance, de mode, et donne des conseils pratiques
- Viviane Costenoble : elle présente toute sorte de jouets pour enfants. Elle a quitté l'émission en 2011.